# Estación de Almansa
Almansa es una estación ferroviaria situada en el municipio español homónimo en la provincia de Albacete, comunidad autónoma de Castilla-La Mancha. Dispone de servicios de media distancia operados por Renfe.

## Situación ferroviaria
Se encuentra en el punto kilométrico 358,2 de la Línea 300 de ancho ibérico Madrid-Valencia a 712,28 metros de altitud, entre las estaciones de Albacete y de La Encina.

## Historia
Los antecedentes de la llegada del ferrocarril a Almansa se sitúan en los deseos de conectar Madrid con Alicante tomando como punto de partida la línea Madrid-Aranjuez y su prolongación hasta Albacete vía Alcázar de San Juan por parte de la Compañía del Camino de Hierro de Madrid a Aranjuez que tenía a José de Salamanca como su principal impulsor.

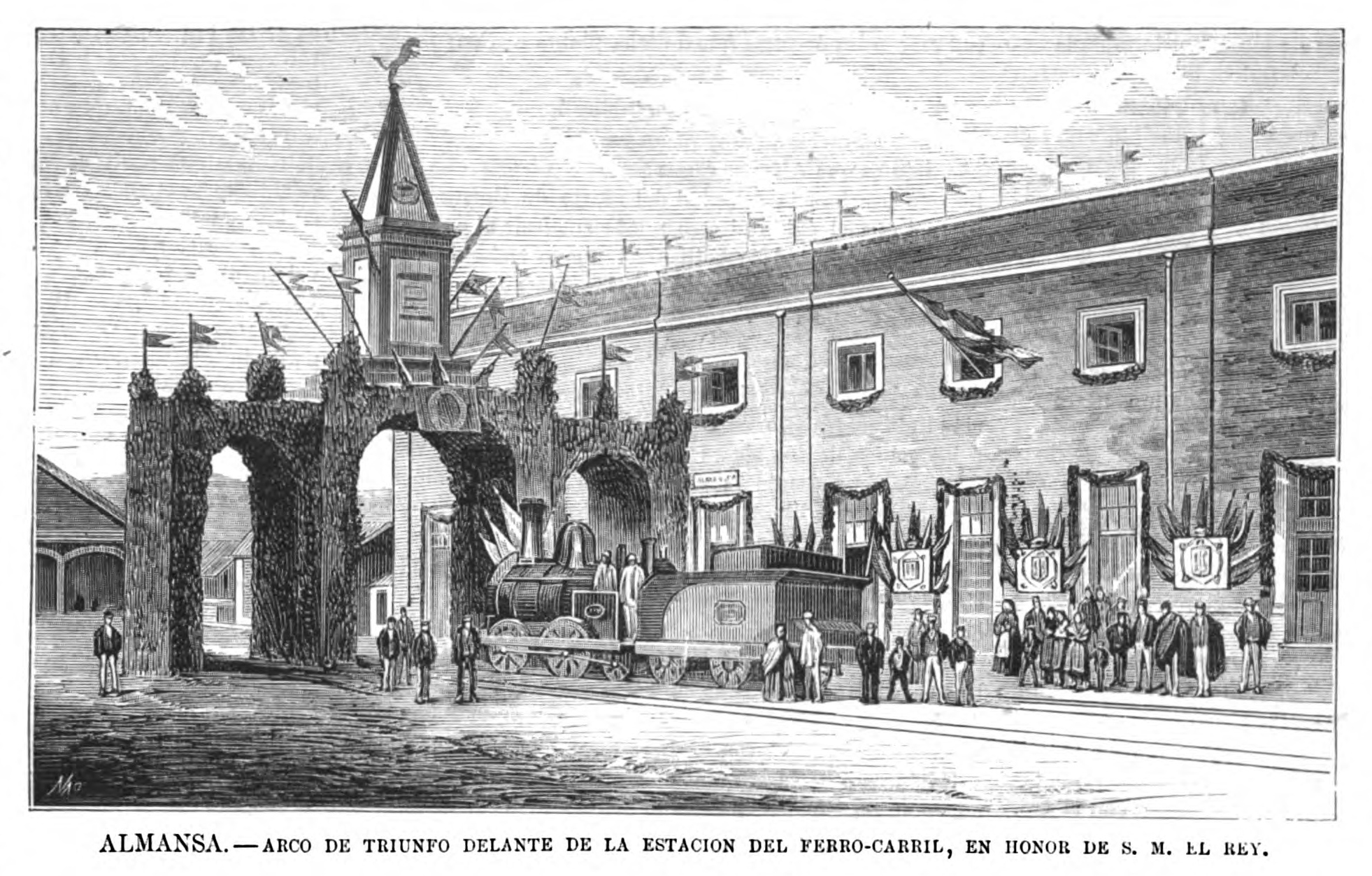
Arco de triunfo instalado delante de la estación en un grabado de la segunda mitad del siglo

El 1 de julio de 1856 José de Salamanca, que se había unido con la familia Rothschild y con la compañía du Chemin de Fer du Grand Central obtuvieron la concesión de la línea Madrid-Zaragoza que unida a la concesión entre Madrid y Alicante daría lugar al nacimiento de la Compañía de los Ferrocarriles de Madrid a Zaragoza y Alicante o MZA. Está última fue la encargada de inaugurar la estación el 17 de noviembre de 1857 con la apertura del tramo Albacete-Almansa. En 1941 la nacionalización de ferrocarril en España supuso la integración de MZA en la recién creada RENFE.
Desde el 31 de diciembre de 2004 Renfe Operadora explota la línea mientras que Adif es la titular de las instalaciones ferroviarias.

## Servicios ferroviarios

### Media distancia
Los servicios de Media Distancia de Renfe tienen como principales destinos las ciudades de Albacete, Ciudad Real, Jaén, Alicante y  Valencia.